# Star Wars: Battle for Naboo
Star Wars: Battle for Naboo est un jeu vidéo de combats spatiaux situés dans l'univers fictif de Star Wars. Il est développé par Factor 5 et édité par LucasArts en 2000 sur Nintendo 64 et 2001 sur Windows.
Dans la lignée de Rogue Squadron, il met le joueur aux commandes de divers engins aperçus sur Naboo dans le film La Menace fantôme.

## Accueil
- Jeuxvideo.com : 13/20 (PC)[1]